# Charles de Valois, duc de Berry

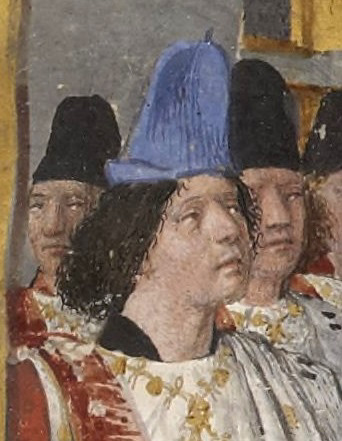
Charles de France, Buchmalerei von Jean Fouquet etwa 1469–1470

Charles de Valois (deutsch auch Karl von Valois, * 28. Dezember 1446 in La Riche; † 24. Mai 1472 in Bordeaux) war der jüngste Sohn des Königs Karl VII. von Frankreich und dessen Frau Marie d’Anjou und der einzige überlebende Bruder von König Ludwig XI.
Er wurde im Schloss Plessis-lès-Tours geboren.
Nach dem Tod ihres Vaters 1461 stattete ihn sein Bruder Ludwig XI. mit einem Paragium aus. Er bekam das Herzogtum Berry, wodurch er Pair von Frankreich wurde. Da Charles mit diesem Erbanteil unzufrieden war, schloss er sich dem Aufstand Karls von Charolais und dessen Liga für das Allgemeinwohl (Ligue du Bien public) an. 1465 schloss der König mit den Aufständischen den Frieden von Conflans und gestattete Charles in diesem Zusammenhang, Berry gegen das Herzogtum Normandie zu tauschen.
Charles erwies sich als unfähig, die Kontrolle über das Herzogtum Normandie zu festigen, und geriet in Konflikt mit seinem ehemaligen Verbündeten Franz II. von Bretagne. Ludwig XI. ließ daraufhin die Normandie von königlichen Truppen besetzen, Charles floh an den Hof Franz II., mit dem er sich wieder versöhnte. Er blieb bis 1468 im Exil, als Franz II. mit Ludwig XI. auf Burg Ancenis Frieden schloss.
Im Frieden von Péronne zwischen Ludwig XI. und Karl von Charolais (inzwischen Herzog von Burgund) erhielt Charles 1468 die Champagne und das Brie. 1469 tauschte er diese Besitzungen sowie seine Ansprüche auf die Normandie gegen das Herzogtum Guyenne.
Charles erlag 1472 in Bordeaux einem Giftanschlag. Er wurde dort in der Kathedrale Saint-André begraben. Er war unverheiratet und hinterließ keine legitimen Erben. Seine Ländereien fielen nach seinem Tod der Krondomäne zu.

## Wappen

Wappen Charles’ als Herzog von Berry (1461–1465)
Wappen Charles’ als Herzog der Normandie (1465–1469)
Wappen Charles’ als Herzog der Guyenne (1469–1472)

| Vorgänger               | Amt                               | Nachfolger              |
| ----------------------- | --------------------------------- | ----------------------- |
| Karl I.                 | Herzog von Berry 1461–1465        | französische Krondomäne |
| französische Krondomäne | Herzog von Normandie 1465–1466/69 | französische Krondomäne |
| französische Krondomäne | Herzog von Champagne 1468–1469    | französische Krondomäne |
| französische Krondomäne | Herzog von Guyenne 1469–1472      | französische Krondomäne |

| Personendaten    | Personendaten                                      |
| ---------------- | -------------------------------------------------- |
| NAME             | Charles de Valois, duc de Berry                    |
| ALTERNATIVNAMEN  | Karl von Valois                                    |
| KURZBESCHREIBUNG | Herzog von Berry, Normandie, Champagne und Guyenne |
| GEBURTSDATUM     | 28. Dezember 1446                                  |
| GEBURTSORT       | Schloss Plessis-lès-Tours                          |
| STERBEDATUM      | 24. Mai 1472                                       |
| STERBEORT        | Bordeaux                                           |